# 杜澎
杜澎（1921年—2010年），原名王润泉，男，直隶（今河北）饶阳人，中国话剧表演艺术家、曲艺作家，曾任中国曲艺家协会理事。曾任1984年春节联欢晚会现场总指挥。

## 家庭
同父异母妹妹石梅、弟弟蓝天野。